# Myke Bouard Ramos
Myke Bouard Ramos (Curitiba, 1992. október 30. –) brazil-magyar labdarúgó, a Tiszakécske játékosa.

## Pályafutása

### Klubcsapatokban
Először Curitiba városában a helyi Paraná Clube csapatban játszott, majd Magyarországra költözött. Itt a Salgótarjáni BTC-hez került, ahol tizenhárom mérkőzésen tizenkét gólt szerzett. A következő szezonban a Kisvárdához szerződött, majd az MTK-hoz került, a kék-fehéreknél az NB 1-ben is bemutatkozott 2015 őszén. Két szezont töltött el a kék-fehéreknél, majd egy évadot a Haladás játékosaként töltött kölcsönben.
A 2018–19-es szezonban – ismét kölcsönben – az Egyesült Arab Emírségekben játszott az Al-Ittihad Kalba játékosaként.
2022. július 5-én egy évre szóló szerződést írt alá a Nyíregyházával, egy év hosszabbítási opcióval. Részese volt az NB 2-es bajnoki címnek. A 2024–25-ös idényben tíz alkalommal lépett pályára az OTP Bank Ligában.
2025. január 7-én a Kazincbarcikai SC együttesével kötött három évre szóló szerződést.

## Sikerei, díjai

### Klubcsapatokkal
Nyíregyháza
- NB II bajnok (1): 2023–24

 Kazincbarcika
- NB II ezüstérmes (1): 2024–25